# Oroville (Washington)
Pour les articles homonymes, voir Oroville.
 Oroville est une ville des États-Unis, située dans le comté d'Okanogan dans l'État de Washington. Selon le recensement de 2000, la population était de 1 653 habitants.

## Histoire
Oroville a été fondée dans les années 1850. Le nom de la ville a été décidé en 1892 et provient du mot espagnol pour désigner l'or, Oro. Le but était d'attirer des chercheurs d'or. Cependant la poste refusa le nom (une autre ville de l'État portant déjà le nom d'Oso) et il fut changé en Oroville.

## Géographie
Oroville est située à 6 kilomètres au sud de la frontière entre les États-Unis et le Canada. Un poste frontalier sépare les villes d'Oroville et Osoyoos (Colombie-Britannique).

## Économie
L'économie est basée sur l'agriculture, avec de nombreux vergers et vignes qui sont cultivés dans le climat quasi désertique de l'Okanagan. Autrefois, grâce aux mines alentour l'industrie minière était florissante et la population de la ville dépassait les 10 000 habitants.